# Joseph Saxton

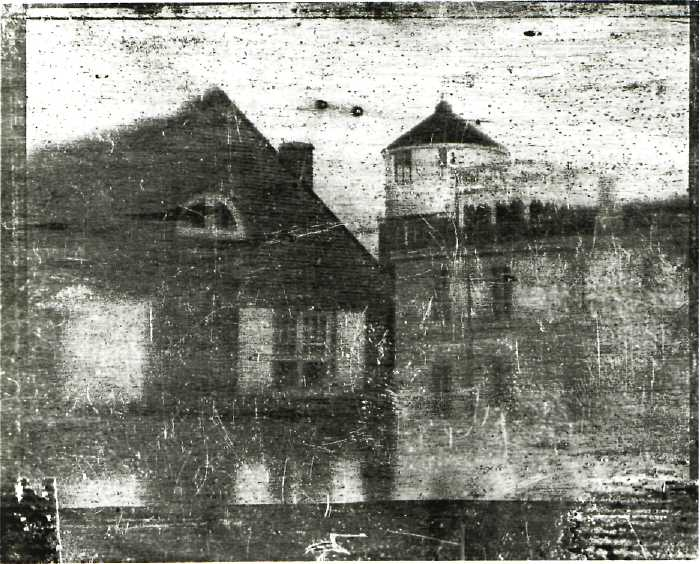
Joseph Saxton: Centrální střední škola ve Filadelfii, (anglicky: Philadelphia Central High School), daguerrotypie 25. září 1839; první fotografie pořízená v USA

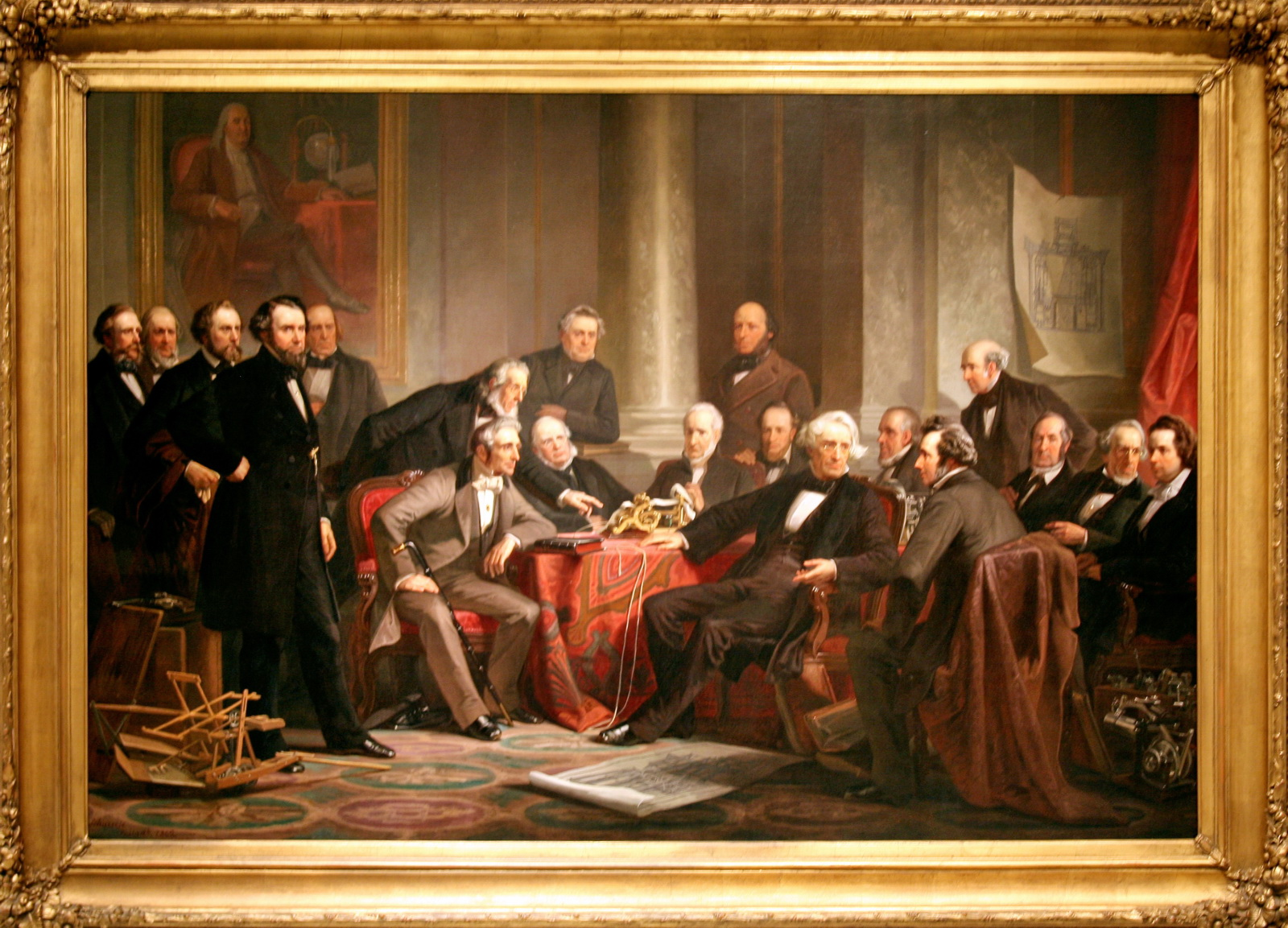
Christian Schussele: Muži pokroku (Men of Progress), olej na plátně, 128.3×190.5 cm, 1862, Joseph Saxton je pátý zleva

Joseph Saxton (22. března 1799 Huntingdon - 26. října 1873 Washington, USA) byl americký vynálezce a fotograf narozený v Huntingdonu v Pensylvánii. Je autorem několika vynálezů, ale také první pořízené fotografie na americkém území.

## Život a dílo
Odešel do Philadelphie v roce 1818 kde vynalezl stroj na řezání zubů, námořní chronometr, krokové ústrojí a kompenzační hodinové kyvadlo nebo zkonstruoval hodiny pro věž Independence Hall. Do Londýna odešel v roce 1828 a pobýval tam devět let, mohl se seznámit s Michaelem Faradayem. Po svém návratu do Philadelphie dohlížel na výrobu strojů pro Mincovnu Spojených států a potom měl na starost výstavbu standardních měr a vah, kterými byly vybaveny státní vlády. Mezi geniální přístroje, které vynalzel, mohou být zmíněny například srovnávací zrcadlo pro porovnávání délkových standardů, nová forma dělicího stroje, samočinně zapisující přílivový vodočet nebo ponorný hustoměr.
Joseph Saxton dne 25. září 1839 (některé zdroje uvádějí 16. října) pořídil první fotografii v USA — daguerrotypii Centrální střední školy ve Filadelfii, (anglicky: Philadelphia Central High School). Tedy pouze jeden měsíc po vynálezu fotografie. Jedná se o pohled z mincovny Spojených států, který zachytil na kameru vyrobenou ze zvětšovací lupy a krabičky cigaret.
Joseph Saxton poté, co nasnímal první fotografii, požádal Roberta Cornelia, aby mu podle ní zhotovil stříbrný talíř. Cornelius se specializoval na stříbření a leštění kovů a byl známým svou dobře vykonávanou prací jako zručný mistr. Toto však bylo setkání, které v Corneliovi zažehlo zájem o fotografování.

## Muži pokroku
Roku 1862 namaloval Christian Schussele olejomalbu na plátně Muži pokroku (Men of Progress) velkou 128.3×190.5 cm, na které zpodobnil velké muže svého věku: William Thomas Green Morton, James Bogardus, Samuel Colt, Cyrus Hall McCormick, Joseph Saxton, Charles Goodyear, Peter Cooper, Jordan Lawrence Mott, Joseph Henry, Eliphalet Nott, John Ericsson, Frederick Sickels, Samuel F. B. Morse, Henry Burden, Richard March Hoe, Erastus Bigelow, Isaiah Jennings, Thomas Blanchard, Elias Howe.
V pozadí na zdi visí namalovaný portrét Benjamina Franklina.